# Représentations diplomatiques en Lituanie

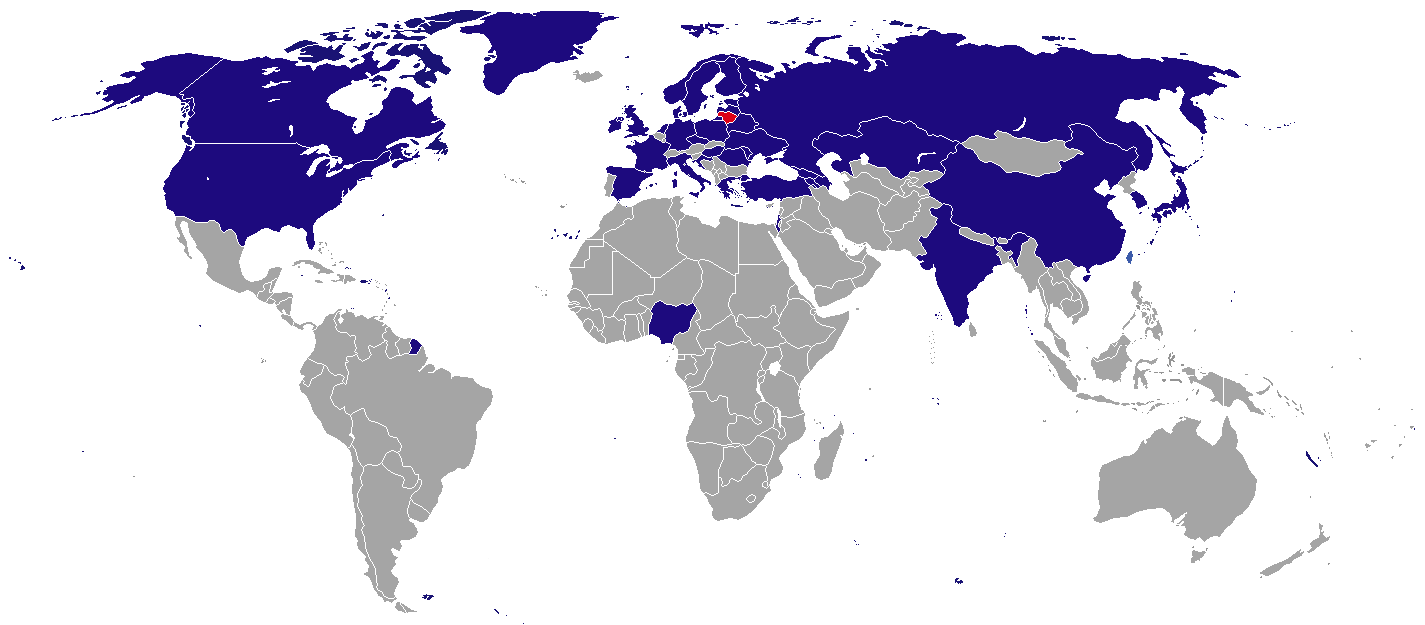
Carte des missions diplomatiques en Lituanie

Les représentations diplomatiques en Lituanie sont actuellement au nombre de 35. Il existe de nombreuses délégations et bureaux de représentations des organisations internationales et d'entités infranationales dans la capitale Vilnius.

## Ambassades à Vilnius
| - Arménie - Azerbaïdjan - Biélorussie - Chine - Croatie - Tchéquie - Danemark - Estonie - Finlande - France - Géorgie - Allemagne - Grèce - Vatican - Hongrie - Irlande - Israël | - Italie - Japon - Kazakhstan - Lettonie - Moldavie - Pays-Bas - Norvège - Pologne - Roumanie - Russie - Espagne - Suède - Turquie - Ukraine - Royaume-Uni - États-Unis |

## Mission diplomatique
- Ordre souverain militaire et hospitalier de Saint-Jean de Jérusalem, de Rhodes et de Malte